# Philoria loveridgei
A Philoria loveridgei a kétéltűek (Amphibia) osztályának békák (Anura) rendjébe, a mocsárjáróbéka-félék (Limnodynastidae) családjába, azon belül a Philoria nembe tartozó faj.

## Előfordulása
Ausztrália endemikus faja. Az ország keleti részén Queensland állam déli és a vele szomszédos Új-Dél-Wales állam északkeleti területeiin, esőerdőkben honos. Elterjedési területének mérete nagyjából 1900 km².

## Megjelenése
Kis méretű, zömök békafaj, mérete a 30 mm-t érheti el. Színe és mintázata változatos, lehet világosszürke, oldala fekete, sötétebb szabálytalan foltokkal, vagy őzbarna, oldalán fekete vagy barna foltokkal. Ujjai között nincs úszóhártya. Hasi oldala fakó, de torka és hátsó lábai környékén enyhén pettyezett lehet. Pofájától szemén át feje oldaláig feketés sáv húzódik. Néhány egyed végtagjainak felső részén halvány harántirányú sávok húzódhatnak.

## Életmódja
1000 m-es tengerszinti magasság felett elterülő esőerdők lakója. Kedveli a puha, laza talajt. A párzást a novemberi és decemberi melegebb időszakok váltják ki. A hímek a föld alól, gyakran palack alakúra formált üregekből hallatják hangjukat. A nőstények 20–30 petét raknak az üregben habfészekbe. A lárvák néhány nap alatt kelnek ki, és a zselés fészek felső részére másznak, ahol a szikanyagból táplálkoznak. A fészekből már kis békaként kerülnek ki.
Kedveli az olyan párás eukaliptuszerdőket is, ahol a sziklás talaj képes megtartani a felszíni nedvességet.

## Természetvédelmi helyzete
A vörös lista a veszélyeztetett fajok között tartja nyilván. Queensland államban ritka faj, Új Dél-Wales állam a sebezhető fajok közé sorolja. Az államok törvénye által védett. Élőhelyének nagy része nemzeti parkok területére esik (Border Ranges, Lamington, Mount Warning és Nightcap Nemzeti Park).